# 破曉決死鬥
破曉決死鬥（顔役暁に死す）是一部於1961年的日本動作片，由加山雄三、平田昭彥主演。

## 主要演員
- 佐伯次郎：加山雄三
- 後藤：平田昭彥
- 滝川淑子：水野久美
- 佐野記者:米基·柯堤斯
- 細木警官:田崎潤
- 西條：中丸忠雄
- 松井：中谷一郎
- 佐伯久子：島崎雪子